# Макатиле, Кабело
Кабело Макатиле (англ. Kabelo Makatile; род. 21 марта 2003, Масеру) — лесотский шоссейный велогонщик.

## Карьера
В 2021 году стал чемпионом Лесото в групповой гонке среди юниоров (U19).
В следующем 2022 году сначала в апреле стал чемпионом чемпионом Лесото в групповой гонке, но уже среди элиты. А в августе на Играх Содружества 2022 в Бирмингеме (Англия) стартовал в групповой гонке, но не смог финишировать как ещё 48 человек.
В конце января 2023 года снова стал чемпионом Лесото в групповой гонке. Через две недели в середине февраля выступил на чемпионате Африки. А в середине августа на принял участие в чемпионате мира в категории U23.

## Достижения
2021
 Чемпионат Лесото — групповая гонка U19
2022
 Чемпионат Лесото — групповая гонка
2023
 Чемпионат Лесото — групповая гонка

## Рейтинги
| Год                 | 2022  | 2023   | 2024   |
| ------------------- | ----- | ------ | ------ |
| Мировой рейтинг UCI | 984-й | 1130-й | 2775-й |
| Африканский тур UCI | 46-й  | 58-й   | 210-й  |
|                     |       |        |        |
| Источник: UCI       |       |        |        |